# Plazma kosmiczna
Plazma kosmiczna – plazma (zjonizowany gaz) powszechnie występująca we Wszechświecie. Obecnie uważa się, że aż 99% materii we Wszechświecie występuje w postaci plazmy.

## Charakterystyka kosmicznej plazmy
Plazma kosmiczna posiada jednakową liczbę elektronów i protonów, w konsekwencji jest ona elektrycznie obojętna.
Hannes Alfvén i Carl-Gunne Fälthammar dokonali klasyfikacji plazmy występującej w Układzie Słonecznym ze względu na jej gęstość. Wyróżnili oni trzy kategorie:
| Charakterystyka                                             | Kategorie gęstości kosmicznej plazmy (Gęstość nie odnosi się tylko do gęstości cząstek) | Kategorie gęstości kosmicznej plazmy (Gęstość nie odnosi się tylko do gęstości cząstek) | Kategorie gęstości kosmicznej plazmy (Gęstość nie odnosi się tylko do gęstości cząstek) | Idealne porównanie                    |
| Charakterystyka                                             | Wysoka gęstość                                                                          | Średnia gęstość                                                                         | Niska gęstość                                                                           | Idealne porównanie                    |
| Kryteria                                                    | λ < ρ                                                                                   | λ < ρ < lc                                                                              | lc < λ                                                                                  | lc < λD                               |
| Przykłady                                                   | Wnętrze gwiazd Fotosfera słoneczna                                                      | Korona słoneczna Przestrzeń międzygalaktyczna Jonosfera do 70 km                        | Zaburzona magnetosfera Przestrzeń międzyplanetarna                                      | Pojedyncze cząstki w wysokiej próżni  |
| Dyfuzja                                                     | Izotropowa                                                                              | Anizotropowa                                                                            | Anizotropowa i mała                                                                     | Brak dyfuzji                          |
| Przewodność                                                 | Izotropowa                                                                              | Anizotropowa                                                                            | Nie zdefiniowana                                                                        | Nie zdefiniowana                      |
| Pole elektryczne równoległe do B w pełni zjonizowanym gazie | Małe                                                                                    | Małe                                                                                    | Dowolna wartość                                                                         | Dowolna wartości                      |
| Ruchu cząstek w płaszczyźnie prostopadłej do B              | Niemal prosto ścieżką międzykolizyjną                                                   | Kołowo ścieżką międzykolizyjną                                                          | Kołowo                                                                                  | Kołowo                                |
| Ruch równolegle do B                                        | Prosta ścieżka międzykolizyjna                                                          | Prosta ścieżka międzykolizyjna                                                          | Oscylacja (pomiędzy punktami odbicia)                                                   | Oscylacja (pomiędzy punktami odbicia) |
| Odległość Debye λD                                          | λD < lc                                                                                 | λD < lc                                                                                 | λD < lc                                                                                 | λD > lc                               |
| Magnetohydrodynamiczna podatność                            | Tak                                                                                     | Aproksymacja                                                                            | Nie                                                                                     | Nie                                   |

λ = średnia droga swobodna, ρ = promień cyklotronowy dla elektronu, λD = długość Debye’a, lc = długość charakterystyczna